# Національний парк Ґарамба
Національний парк Ґарамба — національний парк на північному сході Демократичної Республіки Конго, що охоплює близько 5 200 км2. Він є одним із найстаріших парків Африки, і в 1980 році ЮНЕСКО включила його до списку Всесвітньої спадщини за охорону критичного середовища проживання північних білих носорогів, африканських слонів, бегемотів і жирафів. З 2005 року Національний парк Ґарамба перебуває під управлінням Африканських парків у партнерстві з Конголезьким інститутом охорони природи.

## Огляд
Національний парк Ґарамба був заснований у 1938 році і займає площу 5 200 км2 на північному сході Демократичної Республіки Конго. На заході, півдні та сході межує з мисливським заповідником Гангала-на-Бодіо, а на півночі та північному сході межує з Південним Суданом. Входить до зони судано-гвінейської савани.  Парк є однією з найстаріших заповідних територій Африки. Він лежить у перехідній зоні між двома осередками ендемізму: гвінейсько-конгольською та гвінейсько-суданською саванами. Ці дві біогеографічні зони підтримують різноманітну дику природу, популяція якої скоротилася в останні десятиліття через браконьєрство та слабкий рівень захисту національного парку, що викликане тривалою громадянською війною в країні.  Рейнджери ICCN, доповнені солдатами Збройних сил Демократичної Республіки Конго, працюють, щоб захистити Ґарамбу від браконьєрів і повстанських груп. 

## Історія
У 1980 році парк був визнаний ЮНЕСКО об’єктом всесвітньої спадщини, а в 1984–1992 роках він був включений до Списку всесвітньої спадщини, що перебуває під загрозою.   Між 1991 і 1993 роками 50 000 суданських біженців оселилися на межі Ґарамби, що призвело до збільшення браконьєрства. Повідомляється, що між браконьєрами та наглядачами парку між 1993 і 1995 роками стався 121 конфлікт, і протягом 1991–1996 років наглядачі вилучили понад 900 одиниць зброї.  Міжнародний фонд носорогів забезпечив фінансування патрульних машин у 1994 році та зарплату рейнджерам у 1995 році. У лютому 1996 року було вбито двох носорогів — одного самця, Бавесі, і Джульєтту, вагітну самицю (Ґарамба був останім оплотом північного підвиду білого носорога). У 1996 році Ґарамбу знову включили до списку небезпеки через браконьєрство та загрозу остаточного знищення північних білих носорогів.   Після ряду поразок під час Першої війни в Конго та Другої громадянської війни в Судані, особливо під час операції «Гром», угандійські повстанці WNBF і UNRF (II) знайшли притулок у Національному парку Ґарамба в 1997 році.  Такі організації, як Франкфуртське зоологічне товариство, Міжнародний союз охорони природи та Всесвітній фонд дикої природи, також працювали з місцевою владою над відновленням Ґарамби. 
Зусилля Африканських парків з боротьби з браконьєрством мали успіх.  Як повідомляло BBC, керівництво Ґарамби фінансується Європейським Союзом і приватними донорами.  Агентство США з міжнародного розвитку, Служба риби та дикої природи Сполучених Штатів, Фундація Wildcat та Світовий банк,  відповідно до African Parks, також фінансують національний парк. 
З 2005 року заповідна територія разом із природоохоронним ландшафтом Domaine Chasse Bili Uere вважається охоронною територією левів. 
За останнє десятиліття, станом на 2017 рік, браконьєри вбили щонайменше 21 рейнджера парку, і проблеми безпеки сприяли боротьбі адміністрації Ґарамби за те, щоб стати популярним туристичним напрямком.  Армія опору Господа Джозефа Коні також використовувала парк як притулок.    У 2009 році партизанська група напала на станцію Нагеро в Ґарамбі, убивши щонайменше вісім людей, у тому числі двох охоронців парку, і поранивши ще тринадцять. Повстанці також викрали їжу та пальне та знищили кілька будівель парку.  Під час трьох конфліктів у 2015 році, браконьєри вбили п’ятьох рейнджерів і трьох членів збройних сил Конго   , а в жовтні було вбито ще кілька людей.  У квітні 2016 року браконьєри застрелили трьох рейнджерів і поранили інших (включно з менеджером Ґарамби),   ,  двоє рейнджерів парку були вбиті браконьєрами на слонів у квітні 2017 року.    За словами фотожурналістки Кейт Брукс, яка знімала в Ґарамбі свій документальний фільм «Останні тварини», тринадцять паркових рейнджерів і військовослужбовців були вбиті, захищаючи Ґарамбу в період з січня 2015 по квітень 2017. 
У 2017 році National Geographic Documentary Films випустив The Protectors: Walk in the Rangers' Shoes, короткометражний документальний фільм про віртуальну реальність режисера Кетрін Бігелоу про рейнджерів парку та їхні зусилля захистити дику природу Ґарамби.   У квітні 2017 року кінофестиваль Tribeca Film Festival посмертно присудив нагороду Disruptor рейнджерам, які загинули під час захисту Ґарамби «за їхню роботу та хоробрість у захисті слонів». 

## Флора і фауна
Савани парку підтримують низьку щільність акацій.   Деякі трави у національному парку Ґарамба можуть виростати до 3х метрів у висоту. 
Ґарамба є домом для багатьох видів ссавців, включаючи різні види антилоп , а також буйволів, слонів, гієн, гігантських лісових свиней, жирафів, бегемотів і левів.    У парку проживає єдина в Демократичній Республіці Конго популяція жирафів, підвид Кордофан, і одна з найбільших популяцій слонів, що залишилися в країні.  
У парку загалом зареєстровано 138 видів ссавців і 286 видів птахів, включаючи птаха-секретаря. 
За останні десятиліття браконьєрство призвело до скорочення популяції слонів у парку.  У 2011 році в парку було близько 2800 слонів.  За оцінками 2017 року в Ґарамбі було менше 2000 слонів, що є значним зниженням порівняно з приблизно 20 000, зареєстрованими в 1960-х і 1970-х роках.    У 2012 році було вбито 22 слони , а в 2014 році браконьєри вбили 68 слонів Ґарамби протягом лише двох місяців.   
Популяції жирафів теж зазнала суттєвого скорочення, в 90-х і 2000-х роках. За даними Mongabay, зареєстрований пік популяції становив 300 осіб у 1976 році, а в 2008 році було зареєстровано близько 100 осіб  The Times стверджує, що в 1993 році у парку було 356 жирафів, а в 2007 році – лише 86.  Згідно з Christian Science Monitor, у 2003 році їх було 86, а в 2016 році – лише 38.  Станом на 2022 рік у парку проживав 71 жираф. У 2024 році Африканські парки повідомили про зростання популяції до понад 80 жирафів кордофан.  Сьогодні браконьєрство є найбільшою загрозою для популяції жирафів Ґарамби.  
Колись у парку жила остання дика популяція північного білого носорога.   У середині 1980-х років у Ґарамбі було зареєстровано лише п’ятнадцять північних білих носорогів, що спонукало до включення парку до Списку всесвітньої спадщини ЮНЕСКО.  У 2003–2004 роках у парку було від 20 до 25 білих носорогів.    У 2005 році уряд країни схвалив операцію по релокації 5 носоріг до Кенії, щоб врятувати їх від браконьєрів, однак релокація не відбулася. Останні повідомлення про 4х носорогів у національному парку датуються 2006 роком. У 2008 році було повідомлено, що північний білий носоріг вимер у природі. У 2023 році зусилля з відновлення призвели до того, що 16 білих носорогів перемістили з приватного заповідника в Південній Африці до парку.  Слід зазначити, що нова популяція носорогів належить до іншого підвиду. Північний підвид у природі, який жив у  Ґарамбі вимер. На сьогодні лишилося лише дві самиці (матір і донька), які сьогодні проживають у Кенії, куди їх перевезли з Празького зоопарку, щоб відродити популяцію шляхом штучного запліднення. Перш ніж останній самець помер, в нього вдалося взяти сперму. Обидві самиці що лишилися, теж мають вади із репродуктивним здоров'ям, тож вчені досі намагаються отримати перше потомство носорогів шляхом штучного запліднення. 

## Зовнішні посилання
- Garamba. African Parks Network.
- BirdLife International. Important Bird Areas factsheet: Garamba National Park.
- Garamba National Park. UNESCO World Heritage Centre.
- 9 things you didn't know about Garamba. Africa Geographic. 2015.